# Киблич
Ки́блич (укр. Кіблич) — село в Гайсинском районе Винницкой области Украины.

## История
Селение являлось административным центром Кибличской волости Гайсинского уезда Подольской губернии Российской империи. В 1883 году здесь насчитывалось около 2000 жителей и 291 дом, действовали сельская школа, три мельницы, церковь и синагога.
Население по переписи 2001 года составляло 1144 человека.

## Известные жители
В селе родился Герой Советского Союза Андрей Касян.

## Адрес местного совета
23755, Винницкая область, Гайсинский р-н, с.Киблич, ул.Ленина, 90Е